# Saxofone tenor
O saxofone tenor é um instrumento de sopro, de palheta simples, da família das Madeiras.
Apesar da construção do seu corpo ser de metal com sistema de chaves, a origem do som reside numa palheta, (fina lâmina de madeira), daí enquadrar-se na família das Madeiras, da mesma forma que os Clarinetes.

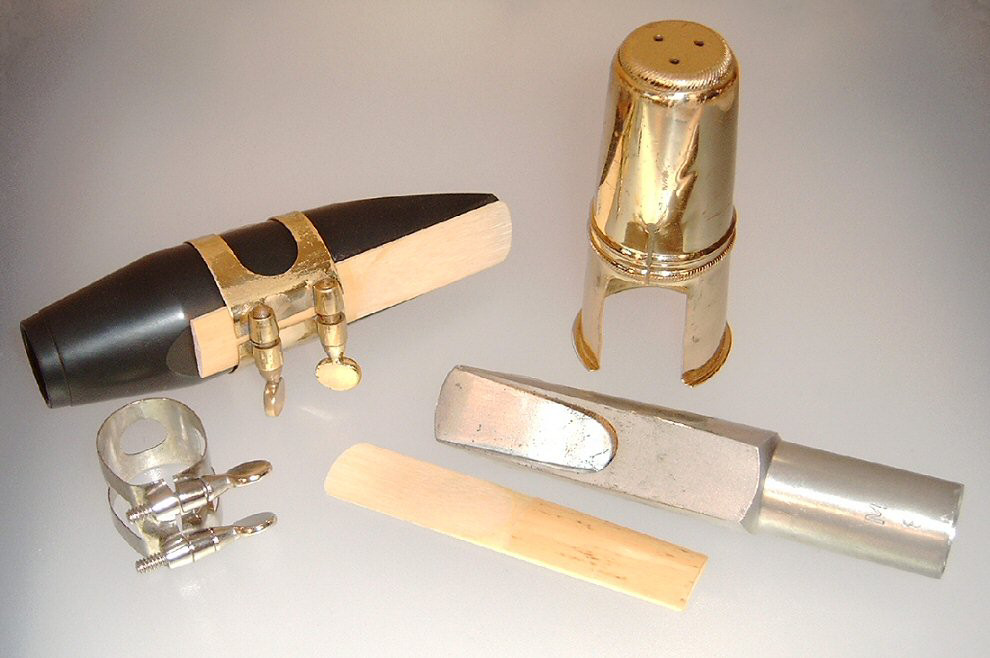
Duas boquilhas para sax tenor; a da esquerda mais utilizada para música clássica, a da direita mais apropriada para o pop ou jazz.

Possui um registro entre o Lá bemol 1 e o Mi 4 e está afinado em Si bemol.
A sua origem remonta ao século XIX, o seu inventor o Belga Adolphe Sax (1814-1894).
Foi um instrumento de difícil aceitação no contexto da música clássica devido à sua sonoridade "pouco graciosa". Idealizado para ser um instrumento que tivesse a suavidade das madeiras e a potência dos metais de uma orquestra sinfônica.

No jazz por outro lado, tem sido um instrumento de grande protagonismo cuja linguagem tem vindo a ser ampliada por músicos tais como Dexter Gordon, John Coltrane e Chris Potter.